# 桑 (松型駆逐艦)
桑（くわ）は、大日本帝国海軍の駆逐艦。松型駆逐艦（丁型）の5番艦である。艦名は楢型駆逐艦2番艦「桑」に続いて2代目。

## 概要
1944年（昭和19年）7月25日に藤永田造船所で竣工した松型駆逐艦。竣工後は訓練部隊の第十一水雷戦隊に所属した。8月3日～30日にかけて第十一水雷戦隊旗艦を務めた。
10月4日、第三十一戦隊を基幹とする敵潜掃蕩部隊に編入される。出動準備中に捷一号作戦が発動されると、小沢機動部隊に編入されてレイテ沖海戦に参加した。10月25日の戦闘で空母「瑞鳳」が沈没すると、同艦乗組員847名を救助した。
11月上旬より第三十一戦隊は、第四航空戦隊（日向、伊勢）を護衛して内地を出撃、「桑」は馬公や南沙諸島を経由してフィリピン方面に進出した。
11月15日、新編成の第52駆逐隊に所属する。
12月2日深夜、姉妹艦「竹」（第43駆逐隊）と輸送艦3隻を率いて多号作戦を実施中（第七次作戦）、日付変更後の12月3日未明にフィリピンのレイテ島オルモック湾で米軍大型駆逐艦3隻と交戦する。この戦闘で「桑」は沈没した。

## 戦歴

### 建造
仮称艦名、第5485号艦。1943年（昭和18年）12月20日、藤永田造船所で起工。
1944年（昭和19年）4月5日、「桑」と命名される。同日付で各艦（桑、奄美、粟国、伊352、伊367）等は艦艇類別等級表に類別される。
5月25日、進水。
6月20日、日本海軍は海軍兵学校教官大熊安之助少佐（スラバヤ沖海戦時の軽巡「那珂」水雷長）を、艤装員長に任命する。
6月24日、藤永田造船所の艤装員事務所は事務を開始する。
7月2日、大熊少佐は駆逐艦「五月雨」艦長へ転任した。代わって駆逐艦「文月」艦長等を歴任した山下正倫（やました まさとも）中佐（当時、海軍艦政本部部員）が、艤装員長に補職される。この人事は「海上勤務となって最前線で戦いたい」と山下が熱望した結果だったという。
7月25日、「桑」は竣工した。
山下中佐は正式に艦長となる。主な初代幹部は、航海長・小平清人中尉、砲術長・北村徹大尉、水雷長・三谷與司夫中尉。同日付で松型2隻（桑、楓）は、呉鎮守府籍となる。

### 訓練
就役後、訓練部隊の第十一水雷戦隊（司令官高間完海軍少将）に編入される。瀬戸内海に移動し、十一水戦僚艦と合流した。
8月1日、連合艦隊は新たな兵力部署を発令、第二遊撃部隊を新編して機動部隊に編入した。第二遊撃部隊は第五艦隊を基幹とする。
ほかに第十一水雷戦隊、扶桑型戦艦2隻、航空戦艦2隻（伊勢、日向）、第21駆逐隊（若葉、初春、初霜）、第61駆逐隊（秋月、涼月、初月、若月）などが第二遊撃部隊に組み込まれた。
8月3日、高間司令官は十一水戦旗艦を「扶桑」から「桑」に変更した
。
この頃、駆逐艦「涼月」が修理を終えて戦線に復帰、十一水戦各艦と訓練をおこなった。
また「清霜」と「竹」は8月10日に内海西部を出撃、南西方面にむかった。
8月30日、軽巡「多摩」が十一水戦に編入される。高間少将は十一水戦旗艦を「桑」から「多摩」に変更した。以降の「桑」は10月中旬まで十一水戦僚艦や、内海西部所在だった第二遊撃部隊と、訓練をおこなう。内海西部所在の他部隊所属艦も第二遊撃部隊の訓練に同行することがあり、9月上旬には駆逐艦「初月」と「雪風」が訓練に協力した。
日本海軍は8月20日付で対潜機動部隊の第三十一戦隊（司令官江戸兵太郎少将、旗艦「五十鈴」）を編成した。第三十一戦隊は連合艦隊に編入された。9月7日、豊田副武連合艦隊司令長官は第三十一戦隊と第21駆潜隊で「敵潜掃蕩部隊」の編成を命じ、9月中旬以降の活動を命じた。
10月4日、「桑」は敵潜掃蕩部隊に編入された。第二遊撃部隊としての訓練を切り上げ、呉で整備を実施する。空母「海鷹」とともに対潜掃討任務に従事する予定だった。
10月10日、アメリカ海軍機動部隊は沖縄方面に来襲（十・十空襲）、日本海軍は基地航空隊により反撃を試みた。

### レイテ沖海戦
10月17日朝、アメリカ軍がフィリピン、レイテ湾のスルアン島に上陸した。翌10月18日夕刻、日本軍は捷一号作戦を発動した。本作戦は、第一機動艦隊司令長官小沢治三郎中将が率いる機動部隊（第三艦隊）が囮となって第38任務部隊（マーク・ミッチャー中将）をひきつけ、その隙に第二艦隊司令長官栗田健男中将率いる第一遊撃部隊がレイテ湾に突入し、アメリカ軍の上陸部隊を撃破するというものであった。
第三艦隊の本来の護衛部隊は第二遊撃部隊だったが、台湾沖航空戦の「残敵掃討」に駆り出されてしまった。さらに駆逐艦「冬月」と「涼月」が日本近海で相次いで被雷、修理を余儀なくされた。そこで練習部隊の第十一水雷戦隊から「多摩」と「杉」を、内地所在の第三十一戦隊と軽巡「大淀」を、それぞれ機動部隊の護衛部隊に編入した。
当時、第三十一戦隊司令官は旗艦を「五十鈴」から「槇」に移し、「五十鈴」は呉で整備を実施、「槇」と「桑」は大分県佐伯において訓練中を実施していた。このあと第三十一戦隊旗艦は「大淀」に変更された。また四航戦のうち空母「隼鷹」と「龍鳳」は搭載する航空隊がなく、出撃しなかった。「海鷹」は台湾への航空機輸送任務を命じられた。出撃各艦は内地残留の「隼鷹」から燃料を補給した。
10月20日夕刻、小沢機動部隊、すなわち第三航空戦隊（瑞鶴、瑞鳳、千代田、千歳）、第四航空戦隊の航空戦艦2隻（日向、伊勢）、軽巡洋艦3隻（大淀、五十鈴、多摩）、秋月型駆逐艦4隻（初月、秋月、若月、霜月）、松型駆逐艦4隻（桑、槇、杉、桐）は豊後水道を出撃した。
10月22日に空母「千歳」から重油の洋上補給を行うも、予定の100トンに対して75トンしか補給できなかった。機動部隊は10月23日に兵力を二分して2つの輪形陣を形成し、これにより「桑」は空母「瑞鳳」の左後方に位置した。
10月24日、松型2隻（桐、杉）は小沢機動部隊から分離、沖縄方面に退避した。
10月25日朝、小沢機動部隊はエンガノ岬沖でついに第38任務部隊の艦上機による空襲を受ける（エンガノ岬沖海戦）。数度にわたる空襲により空母4隻と護衛艦2隻を喪失した。
「桑」の損傷は最少だった。
対空戦闘の最中、「桑」は小沢中将の命を受けて沈没空母の生存者救助任務を行った。「桑」と「伊勢」は空母「瑞鳳」の救助をおこなう。17時20分までの救助作業の結果、「桑」は瑞鳳艦長の杉浦矩郎大佐以下847名を救助した。また被弾して速力低下中の「槇」と遭遇し、「桑」の山下艦長が「いかがなりや」と気遣う場面もあった。
続いて「桑」は第61駆逐隊（初月、若月）と共に更に救助作業を行うも、ローレンス・T・デュボース少将率いる巡洋艦部隊の攻撃を受け避退する。生存者救出中の小沢機動部隊各艦は「初月」（第61駆逐隊司令天野重隆大佐）の奮戦と沈没により窮地を脱した。
10月26日に中城湾に到着、瑞鳳生存者の一部を2隻（五十鈴、槇）に移し、「桑」は「槇」を率いて奄美大島へ移動する（同地でさらに瑞鳳生存者を戦艦「日向」に移乗）。10月29日から30日にかけて、小沢部隊残存艦は呉に帰投した。
小沢機動部隊が避退中だった10月27日、連合艦隊はレイテ島決戦に関する基本方針を発令した。第三十一戦隊はフィリピン方面緊急輸送と、同地進出後の南西方面部隊（指揮官：南西方面艦隊司令長官）編入を命じられた。
11月2日付で、十一水戦の松型2隻（杉、桑）は第三十一戦隊の指揮下に入った。
11月5日、第三十一戦隊（五十鈴、梅、桃、桐）と松型2隻（桑、杉）はマニラ方面緊急輸送作戦を下令されるとともに、マニラ到着をもって南西方面部隊編入を命じられた（GF電令作第515号）。
第三十一戦隊司令官指揮下の各艦（軽巡「五十鈴」、駆逐艦「霜月」、梅、桑、杉、桐、桃）は南方に進出する第四航空戦隊（司令官松田千秋少将。日向、伊勢）を護衛して、11月9日に門司を出撃する。この輸送部隊を南方輸送部隊H部隊と呼称する。
澎湖諸島馬公を経由して南下中の11月13日、マニラは米軍機動部隊艦上機の襲撃をうけて在泊艦艇に大損害をうけた。H部隊はマニラ直行をやめていったん南沙諸島に入泊した。
11月15日、日本海軍は松型5隻（桑、杉、樅、樫、檜）により第52駆逐隊を編成した。
第四航空戦隊と護衛の姉妹艦（梅、桐）とは南沙諸島長島で別れ、第三十一戦隊旗艦の軽巡「五十鈴」を護衛してマニラに向かい、11月18日に到着した。またマニラ脱出後に四航戦と合流していた駆逐艦3隻（霞、朝霜、竹）のうち、便乗中の宇那木勁少佐が「竹」に移乗、艦長の交代が行われた。
同方面行動中の11月19日未明、マニラ沖合でアメリカ潜水艦「ヘイク (USS Hake, SS-256) 」の雷撃により「五十鈴」が舵をうしなった。
「五十鈴」は「桃」に護衛されてシンガポールに退避した。
同時期、第三十一戦隊は第五艦隊に編入された。また11月25日付で第52駆逐隊は第三十一戦隊に編入され、駆逐隊司令には岩上次一大佐（当時、第7駆逐隊司令）が任命されている。
この頃、日本軍はマニラからレイテ島西岸オルモック湾への輸送作戦「多号作戦」を依然として継続していた。「桑」は第七次多号作戦に参加することになった。本来の参加予定艦は「桐」だったが、座礁して修理にまわされた為、「桑」が代艦として参加することになったという。

### 多号作戦
11月30日午前、第七次多号作戦が発令された。
松型駆逐艦2隻（桑、竹）、輸送艦3隻（第9号、第140号、第159号）は「第三／第四梯団」を構成し、マニラを出撃した。部隊指揮官は山下正倫中佐（桑駆逐艦長）。僚艦の松型2番艦「竹」は、これまでに第三次、第五次の多号作戦に参加していた。出撃前、山下艦長は「犬死は許さん。一人となっても敵陣に踏みこむべし」と激励した。また輸送戦隊司令部の機関参謀が各輸送艦をまわって「任務を果たさずして、絶対に帰ってくるな」と訓示しており、「竹」艦長・宇那木少佐は「陸上にいる参謀というものは無責任なものだ」、同水雷長・志賀博大尉（旧姓保坂）は「輸送戦隊司令官か南西方面艦隊司令長官の意向であろう」と回想している。午前6時30分、第七次多号作戦部隊の第三梯団はマニラを出航した。出港直後、船団は日本陸軍潜水艦（三式潜航輸送艇、通称まるゆ）と遭遇した。
この頃になると、アメリカ軍は妨害のためにレイテから魚雷艇隊をはるばるオルモック方面に派遣するようになっており、11月28日夜半のオルモック襲撃に成功するなど戦果を挙げていた。第7艦隊司令官トーマス・C・キンケイド中将は続いてオルモック方面に駆逐艦と掃海艇を派遣することとし、これも過去二度の作戦で潜水艦と小型貨物船を破壊する戦果を挙げていた。そして、三度目の作戦として駆逐艦「アレン・M・サムナー (USS Allen M. Sumner , DD-692) 」「モール (USS Moale , DD-693) 」「クーパー (USS Cooper, DD-695) 」がオルモック湾に差し向けられる事となった。「アレン・M・サムナー」「モール」および「クーパー」の第120駆逐群（ジョン・C・ザーム大佐）は18時30分にレイテ湾を出撃し、オルモック湾に急行した。
12月2日午後、第七次多号作戦部隊（第三、第四梯団）は敵機に発見されるが、空襲を受けなかった。 同日夜、船団5隻はオルモック湾に到着して揚陸を開始した。大発が輸送艦と陸上を往復して物資を揚陸させている頃、「桑」は船団南側を、「竹」は船団南西側の哨戒を開始した。しかし、その南方からは第120駆逐群がオルモック湾に入りつつあり、ザーム大佐は日本側の雷撃を警戒して、艦を横に広がらせた横陣の隊形で湾内に入っていった。オルモック湾に入った第120駆逐群は11,000メートル先の目標を狙い、まず「クーパー」が砲撃を開始した。オルモック港（揚陸地点）より「竹」-「桑」-米駆逐艦3隻という位置関係になる。「桑」は第120駆逐群のオルモック湾侵入を確認するや、発光信号で敵艦発見を「竹」に知らせた。「桑」は電気系統に故障をかかえており、砲側照準での戦闘となった。「桑」の山下艦長は米艦隊を軽巡洋艦3隻と判断、魚雷を発射する。
敵艦2隻撃沈を確認したあと、続いて砲撃戦を行う。だが最初の交戦はおよそ9分で決着がつき、「桑」は大破して炎上。艦尾から沈没した。山下艦長は体当たりを命じて「桑」は突撃を敢行したが、魚雷艇の魚雷攻撃で沈没したとの証言もある。その後、「竹」の雷撃により「クーパー」は沈没し（「桑」生存者は「桑」の雷撃と回想）、潜水艦の襲撃と誤認して浮き足立った第120駆逐群は南方へ去っていった。
この戦闘における「桑」沈没により、第三梯団の指揮官を兼ねていた山下正倫中佐（桑駆逐艦長）以下、乗組員約250名が戦死した。海上に放り出された生存者は「竹」に対して声をかけたり（志賀によれば、「『桑』艦長ここにあり」との声もあったという）、撃沈された「クーパー」の乗員と英語で会話したという。救助をもとめられた「竹」も被弾して左舷に傾斜、機関部に損傷を受けてマニラにたどりつけるか否かという状態で、救助を行う余裕はなかった。「竹」艦長・宇那木少佐は生存者の救助をオルモックの陸上部隊に依頼した。「桑」生存者によれば「竹」から「大発が助けに来るから頑張れ」と声がかけられたという。この時、最後尾の輸送艦が独断でカッターボートをおろし、「桑」乗組員8名（重傷2名）を救助した。また救助された少数名は、現地の海軍陸戦隊に編入された。だが陸上に上陸した乗組員のうち大部分は米軍や現地ゲリラに殺害されたという。生存者の一人は入院治療を余儀なくされ、1945年（昭和20年）1月5日マニラへ入港した病院船「第二氷川丸」（元オランダ病院船「オプテンノール」）に乗船してフィリピンを離れた。
2月10日、「桃」と「桑」は松型駆逐艦、帝国駆逐艦籍より除籍。「桃」は第43駆逐隊から、「桑」は第52駆逐隊から除かれた。
2005年（平成17年）、オルモック湾の深海108メートルの海底にて旧日本軍の艦艇とおぼしき残骸が発見された。香港のマンダリン・ダイバーズによって潜水調査が行われた。撮影された映像を見た乗員遺族の造船技師が、全弾射出済みの九二式 61cm4連装魚雷発射管と松型駆逐艦特有の船体の溶接痕を確認した。これにより、ほぼ「桑」と特定されたと香港ラジオテレビ（RTHK）は伝えた。

## 歴代艦長
艤装員長
1. 大熊安之助 少佐： 1944年6月20日[28] - 1944年7月2日[30]
2. 山下正倫 少佐/中佐：1944年7月2日[30] - 1944年7月25日[34]

駆逐艦長
1. 山下正倫 中佐：1944年7月25日[34] - 1944年12月2日 戦死認定、同日付任海軍大佐[186]